# IJsbrand van Hamelsveld

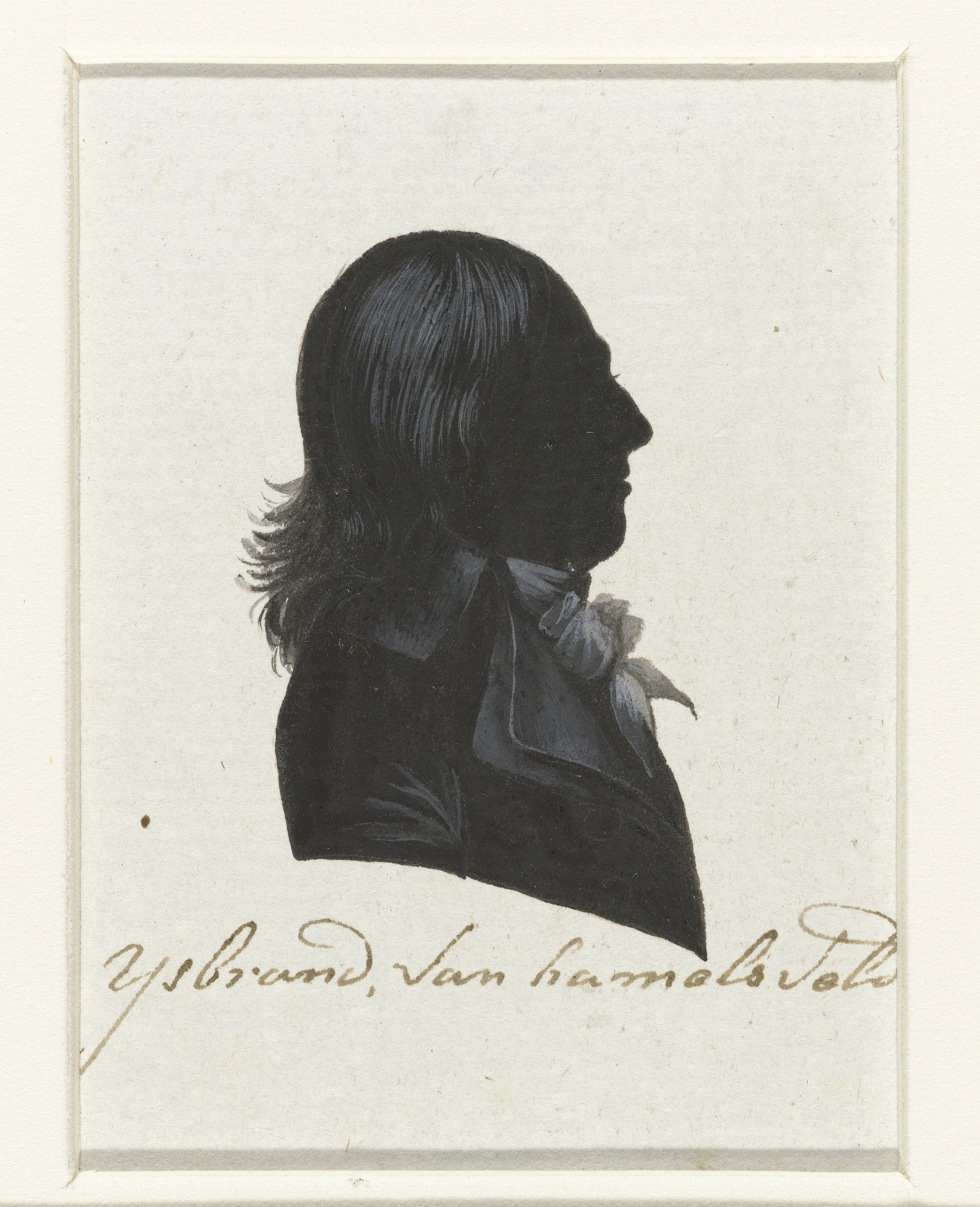
IJsbrand van Hamelsveld

IJsbrand van Hamelsveld (Utrecht, 7 februari 1743 - Amsterdam, 19 mei 1812) was een Nederlands theoloog en politicus.

## Leven
Hij promoveerde te Utrecht in de godgeleerdheid en werd predikant te Durgerdam. Vandaar vertrok hij naar Grootebroek, toen naar Goes. Slechts twee jaar was hij in laatstgenoemde plaats werkzaam, toen enige geschillen hem zijn predikambt deden neerleggen en hij naar Utrecht vertrok. In 1784 werd hij daar als hoogleraar in de godgeleerdheid beroepen. Hij was in 1785 en 1786 rector magnificus aan de universiteit van Utrecht. Gelijktijdig was hij echter actief lid van het exercitiegenootschap Pro Patria et Libertate. Zelfs vanaf de kansel riep hij de burgers op zich te bewapenen.
In 1787, bij de komst van de Pruisen, werd hij vanwege zijn patriottische gevoelens ontslagen: hij verliet Utrecht en vestigde zich te Durgerdam, later te Leiden, waar hij, reeds doctor in de theologie, zich op 31 maart 1789 weder als student liet inschrijven, om de voorrechten van de hogeschool te verwerven en zich van de bescherming door haar privileges te verzekeren.
Bij de omwenteling van 1795 bood men hem aldaar het hoogleraarsambt in de theologie aan, maar uit niets blijkt dat hij dit aanbod heeft aangenomen. Kort daarna werd hij gekozen als lid van de Eerste Nationale Vergadering; gedurende twee weken in december 1796 bekleedde hij het roulerend voorzitterschap. Hij behoorde tot de Moderaten en bepleitte een einde aan alle partijstrijd, waarmee hij zich niet populair maakte bij de radicale Patriotten. Bij de staatsgreep van 1798 werd hij met veel medeleden een poos gevangengezet. Uit zijn gevangenis ontslagen, woonde hij te Amsterdam bij zijn zoon, te wiens huize hij overleed op 19 mei 1812.

## Werk
- De Bijbel verdedigd (8 dln., Amsterdam 1783)
- De voortreffelijkheid. nuttigheid en noodzakelijkheid van de geschiedenissen des O.T. betoogd in een redevoering over 1 Cor. X: 11 (Utrecht 1783)
- Aardrijksk. des Bijbels, 6 dln. (Amsterdam 1790-'96)
- Het Oude en Nieuwe Testament en de Apocryfe Boeken met aanm., 16 dln. (Amsterdam 1791)
- De welmeenende raadgever, 5 dln. (Amsterdam 1791)
- De zedelijke toestand der Nederlandsche natie op het eind der achttiende eeuw. Amsterdam : Johannes Allart (1791)[1]
- Brief behelzende eenige bijzonderheden wegens B. Meulman (Amsterdam 1791)
- De Vraagal (6 dln., Leiden en Amsterdam 1791-'96)
- Nodig bericht aan het publiek nopens de handelingen van P. van Hemert omtrent hem (Amsterdam 1793)
- Bijbelgeschiedenis (2 dln., Amsterdam 1797)
- Algemeene kerkelijke Geschiedenis der Christenen, vervolgd door Annaeus Ypeij (26 dln., Haarlem 1799-1817)
- De geschiedenis van Abraham voor kinderen (Amsterdam 1804)
- De geschiedenis van Jakob voor kinderen (Amsterdam 1805)
- De bijbel uit het Hebr. en het Gr. (Amsterdam 1805)
- Rom. geschiedenissen, van M. Stuart verkort (4 dln., met pl., Amsterdam 1806)
- Geschiedenis der Joden sedert de verwoesting van stad en tempel tot den tegenwoordigen tijd (Amsterdam 1807)